# Koryo-saram
Los koryo-saram (en coreano: 고려사람; en ruso: Корё сарам) o koryoin (Koryo-mar: 고려인인) son coreanos étnicos de la antigua Unión Soviética, descendientes de coreanos que vivían en el Extremo Oriente ruso.
En 1937, la población coreana del Lejano Oriente ruso fue deportada a Asia Central. Algunos de los primeros Koryo-saram fueron importantes activistas independentistas coreanos durante el período colonial japonés, como Hong Beom-do y Chŏng Sang-chin. Desde entonces se han dispersado por la antigua Unión Soviética, con importantes poblaciones en Siberia, Uzbekistán y Kazajistán.
Aproximadamente 500.000 koryo-saram residen en la antigua Unión Soviética, principalmente en los estados ahora independientes de Asia Central. También hay grandes comunidades coreanas en el sur de Rusia (alrededor de Volgogrado), el Lejano Oriente ruso (alrededor de Vladivostok), el Cáucaso, Kirguistán, Turkmenistán y el sur de Ucrania. Aunque los koryo-saram modernos hablan cada vez menos coreano, conservan algunos elementos de la cultura coreana, como los nombres. La cocina koryo-saram se ha popularizado en toda la antigua Unión Soviética, donde el plato morkovcha está ampliamente disponible en las tiendas de comestibles. Un número significativo de koryo-saram se ha trasladado temporal o permanentemente a Corea del Sur por razones económicas o culturales. La guerra ruso-ucraniana, especialmente la invasión rusa de Ucrania en 2022, ha motivado a varios miles de ucranianos coreanos a trasladarse a Corea del Sur en busca de seguridad.
En la isla de Sajalín también existe una comunidad coreana separada, conocida como coreanos de Sajalín. Algunos pueden identificarse como koryo-saram, pero muchos no. Esto ha dado lugar al término materikovye (материковые) para Koryo-saram, que significa "coreanos continentales". A diferencia de las comunidades de la Rusia continental, que descienden principalmente de coreanos llegados a finales del siglo XIX y principios del XX, los antepasados de los coreanos de Sajalín fueron inmigrantes de la Corea japonesa, en su mayoría de las provincias del sur, a finales de la década de 1930 y principios de la de 1940. Fueron obligados por el gobierno japonés a trabajar en las minas de carbón de la entonces prefectura de Karafuto, para suplir la escasez de mano de obra causada por la Guerra del Pacífico.

## Autónimo
El término con el que se refieren a sí mismos está compuesto por dos palabras coreanas: Koryo, nombre histórico de Corea, y saram, que significa "persona" o "pueblo".
La palabra Koryo en "Koryo-saram" tiene su origen en el nombre de la dinastía Goryeo (Koryŏ), de la que también derivó "Corea". También se utilizó el nombre coreano soviético, con más frecuencia antes del colapso de la Unión Soviética. Los rusos también pueden agrupar el koryo-saram bajo la etiqueta general koreytsy (корейцы); sin embargo, este uso no hace distinciones entre los coreanos étnicos de la nacionalidad local y los coreanos nacionales (ciudadanos de Corea del Norte o Corea del Sur).
En coreano estándar, el término "Koryo-saram" se utiliza normalmente para referirse a las figuras históricas de la dinastía Goryeo; para evitar ambigüedades, los coreanos utilizan la palabra Goryeoin ((en hangul, 고려인; en hanja, 高麗人), que significa lo mismo que "Koryo-saram") para referirse a los coreanos étnicos de los estados postsoviéticos. Sin embargo, el morfema sino-coreano "-in" (en hangul, 인; en hanja, 人) no es productivo en koryo-mal, el dialecto hablado por los koryo-saram y, como resultado, sólo unos pocos (principalmente los que han estudiado coreano estándar) se refieren a sí mismos con este nombre; en su lugar, "Koryo-saram" ha pasado a ser el término preferido.

## Historia

### Inmigración al Extremo Oriente ruso y Siberia

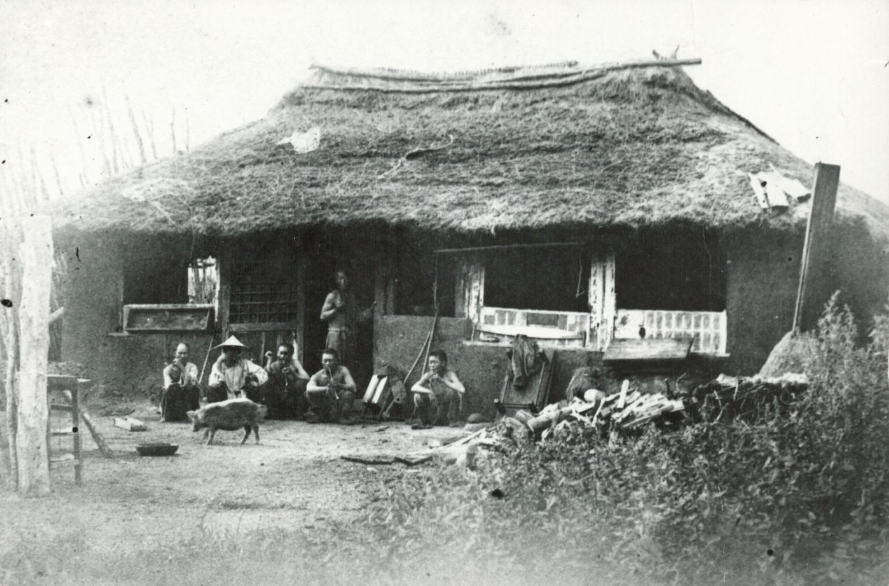
Un hogar coreano en Najodka, Rusia (1893)

A principios del siglo XIX se produjo el declive de la dinastía Joseon de Corea. Una pequeña población de élite adinerada poseía las tierras de labranza del país, y a los campesinos pobres les resultaba difícil sobrevivir. Los coreanos que abandonaron el país en este periodo se vieron obligados a dirigirse a Rusia, ya que la frontera con China estaba sellada por la dinastía Qing. Sin embargo, los primeros coreanos en el Imperio Ruso, 761 familias con un total de 5.310 personas, habían emigrado en realidad a territorio Qing; la tierra en la que se habían asentado fue cedida a Rusia por la Convención de Pekín en 1860. Muchos campesinos consideraban que Siberia era una tierra donde podían llevar una vida mejor, por lo que emigraron posteriormente allí. Según fuentes rusas, ya en 1863 se registraron 13 hogares coreanos en Posyet, cerca de la bahía de Nóvgorod. Estas cifras aumentaron drásticamente, y en 1869 los coreanos constituían el 20% de la población de la región de Primorsky. Antes de la finalización del ferrocarril transiberiano, los coreanos superaban en número a los rusos en el Extremo Oriente ruso; los gobernadores locales les animaron a naturalizarse. El pueblo de Blagoslovennoe fue fundado en 1870 por emigrantes coreanos. Otro pueblo coreano cerca de Cuerno de Oro que los rusos llamaban Koreyskaya slabodka (Корейская слабодка, literalmente significa pueblo coreano) y que los coreanos llamaban "Gaecheok-ri" (開拓里,개척리) fue reconocido oficialmente por las autoridades de Vladivostok.El censo del Imperio Ruso de 1897 encontró 26.005 coreanohablantes (16.225 hombres y 9.780 mujeres) en toda Rusia.

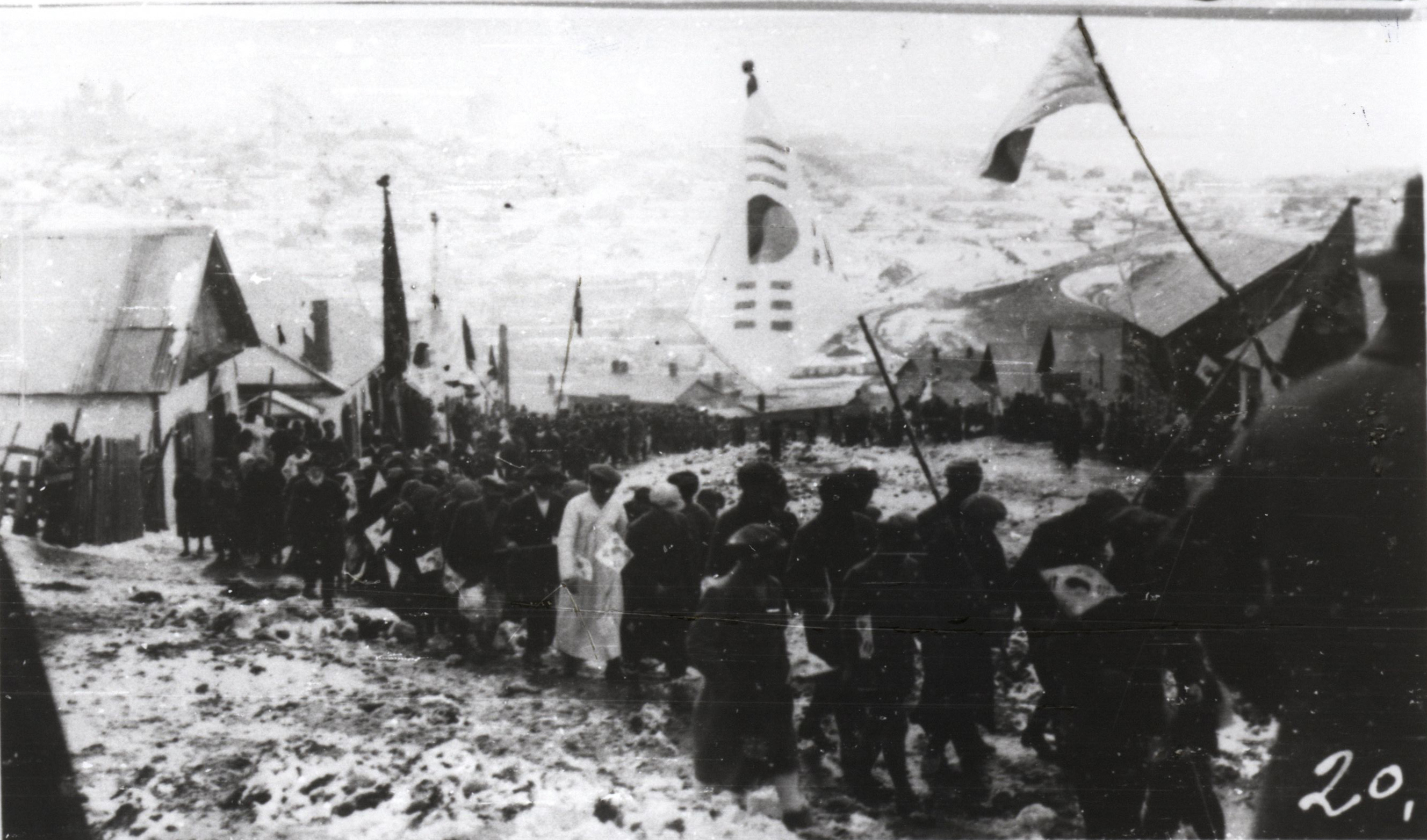
Protestas por el aniversario del Movimiento del 1 de Marzo en Vladivostok (1920)

A principios del siglo XX, tanto Rusia como Corea entraron en conflicto con Japón. Tras el fin de la guerra ruso-japonesa en 1907, Rusia promulgó una ley anticoreana a instancias de Japón, en virtud de la cual se confiscaban las tierras de los agricultores coreanos y se despedía a los trabajadores coreanos. Sin embargo, la emigración coreana a Rusia siguió creciendo; las cifras de 1914 mostraban 64.309 coreanos (de los cuales 20.109 eran ciudadanos rusos). Ni siquiera la revolución bolchevique de 1917 frenó la emigración; tras la represión del Movimiento del 1 de marzo de 1919 en la Corea colonizada por Japón, la emigración se intensificó.Los líderes coreanos del barrio de Sinhanch'on (literalmente, "Nueva Aldea Coreana") de Vladivostok también prestaron apoyo al movimiento independentista, convirtiéndolo en un centro de actividades nacionalistas, incluido el suministro de armas; los japoneses lo atacaron el 4 de abril de 1920, dejando cientos de muertos. En 1923, la población coreana en la Unión Soviética había aumentado a 106.817 habitantes. Al año siguiente, los soviéticos empezaron a tomar medidas para controlar los movimientos de población coreana a su territorio; sin embargo, no tuvieron éxito del todo hasta 1931; a partir de esa fecha, detuvieron toda emigración desde Corea y exigieron a los emigrantes existentes que se naturalizaran ciudadanos soviéticos.
La política soviética de korenización (indigenización) se tradujo en la creación de 105 sóviets (consejos) coreanos de aldea en los raion de nacionalidad mixta, así como un raion entero para la nacionalidad coreana, el Raion Nacional Coreano Pos'et; éstos llevaban a cabo sus actividades íntegramente en lengua coreana. Los coreanos soviéticos tenían un gran número de instituciones oficiales propias, entre ellas 380 escuelas coreanas, dos escuelas de magisterio, una escuela pedagógica, tres hospitales, un teatro, seis revistas y siete periódicos (el mayor de los cuales, Vanguard, tenía una tirada de 10.000 ejemplares). El censo de 1937 mostraba 168.259 coreanos en la Unión Soviética. Sin embargo, los funcionarios del Extremo Oriente ruso veían con recelo los lazos étnicos y familiares de los coreanos con el Imperio japonés, lo que pronto sentaría las bases para la deportación de toda la población.

### Deportación a Asia Central
En 1937, ante los informes del Comisariado del Pueblo para Asuntos Internos (NKVD) de que existían posibilidades de que los japoneses se infiltraran en el Extremo Oriente ruso por medio de espías de etnia coreana, Iósif Stalin y Vyacheslav Molotov firmaron la Resolución 1428-326 ss, "Sobre el exilio de la población coreana de las regiones fronterizas del Kray del Extremo Oriente", el 21 de agosto. Según el informe de Nikolái Yezhov, hasta el 25 de octubre fueron deportadas 36.442 familias coreanas con un total de 171.781 personas. Los coreanos deportados se enfrentaron a condiciones difíciles en Asia Central: la ayuda monetaria prometida por el gobierno nunca se materializó y, además, la mayoría de los deportados eran cultivadores de arroz y pescadores, que tuvieron dificultades para adaptarse al clima árido de su nuevo hogar. Las estimaciones basadas en estadísticas de población sugieren que 40.000 coreanos deportados murieron en 1937 y 1938 por estas razones. No obstante, los deportados cooperaron para construir obras de irrigación y poner en marcha granjas de arroz; en tres años habían recuperado su nivel de vida original.
Los acontecimientos de este periodo condujeron a la formación de una identidad cohesionada entre los deportados coreanos.Sin embargo, en las escuelas para niños coreanos soviéticos, el gobierno hizo que el coreano dejara de ser el medio de instrucción y pasara a enseñarse sólo como segunda lengua en 1939, y a partir de 1945 dejó de enseñarse por completo; además, la única publicación en coreano era el Lenin Kichi (ahora llamado Koryo Ilbo). Como resultado, las generaciones posteriores perdieron el uso de la lengua coreana, lo que J. Otto Pohl describió como "castrar la expresión de la cultura coreana en la Unión Soviética". Hasta la era de la glásnost, no estaba permitido hablar abiertamente de las deportaciones.

### Liberación y división de Corea
Durante la campaña militar soviética de agosto a septiembre de 1945 para liberar Corea, Koryo-saram Chŏng Sang-chin fue el único coreano étnico que tuvo un papel de combate en el bando soviético. Participó especialmente en la Operación Seishin. Chŏng y otros Koryo-saram se unieron a Corea del Norte tras la división de Corea. Algunos Koryo-saram, entre ellos Pak Chang-ok, se convirtieron en figuras clave de ese gobierno, donde formaron una facción de coreanos soviéticos. Sin embargo, a mediados de la década de 1950, Kim Il Sung purgó a muchos coreanos alineados con los soviéticos, lo que provocó la expulsión de varios Koryo-saram del Norte. Varios de ellos, entre ellos Chŏng, regresaron a Asia Central y siguieron escribiendo para el Lenin Kichi.

## Situación actual
Se estima que aproximadamente 470.000 koryo-saram vivían en la Comunidad de Estados Independientes.

### Rusia

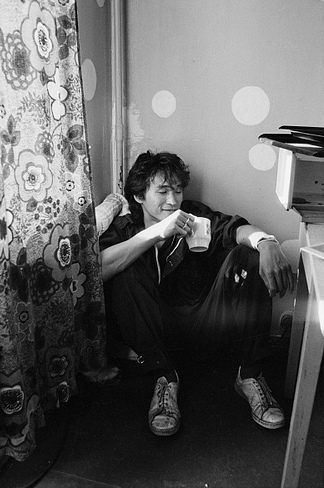
Víktor Tsoi, cantante y compositor cofundador de Kinó, uno de los grupos más populares e influyentes de la historia de la música rusa.

El censo de 2002 arrojó una población de 148.556 coreanos en Rusia, de los cuales 75.835 eran hombres y 72.721 mujeres. Más de la mitad vivían en la Rusia asiática. Mientras tanto, el censo de 2010 arrojó una población de 153.156 coreanos en Rusia, esta vez más de la mitad vivían en la Rusia europea, pero el Extremo Oriente ruso seguía siendo el distrito federal con mayor número de coreanos. Las raíces de la población coreana son muy diversas. Además de unos 33.000 ciudadanos de la CEI, en su mayoría emigrantes que rememoran la deportación de sus antepasados en 1937, en la región hay entre 4.000 y 12.000 trabajadores emigrantes norcoreanos. Un número menor de surcoreanos y coreanos étnicos de China también han llegado a la región para establecerse, invertir o participar en el comercio transfronterizo.
|                                     | Censo de 2002 | Censo de 2010 |
| Federación de Rusia                 | 148,556       | 153,156       |
| Número por distritos federales      |               |               |
| Distrito federal Central            | 16,720        | 21,779        |
| Distrito federal del Noroeste       | 6,903         | 7,000         |
| Distrito federal del Sur            | 39,031        | 40,191        |
| Distrito federal del Volga          | 9,088         | 12,215        |
| Distrito federal del Ural           | 4,071         | 3,805         |
| Distrito federal de Siberia         | 10,797        | 11,193        |
| Distrito federal de Extremo Oriente | 61,946        | 56,973        |

### Ucrania

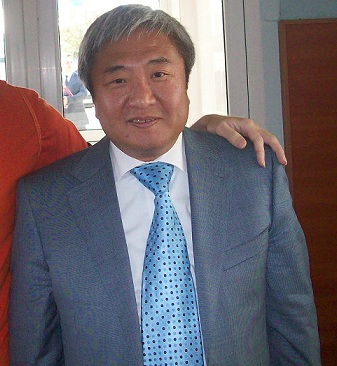
Oleksandr Sin, alcalde de Zaporiyia

En el censo de Ucrania de 2001, 12.711 personas se definieron como coreanos étnicos, frente a 8.669 en 1989. De ellos, sólo el 17,5% mencionó el coreano como lengua materna. La mayoría (76%) mencionó el ruso como lengua materna, y el 5,5% el ucraniano. Las mayores concentraciones se encuentran en Járkov, Kiev, Odesa, Nicolaiev, Cherkasy, Leópolis, Luhansk, Donetsk, Dnipró, Zaporiyia y Crimea. El mayor órgano de representación étnica, la Asociación de Coreanos de Ucrania, tiene su sede en Járkov, donde residen unas 150 familias coreanas; la primera escuela de coreano se abrió en 1996 bajo su dirección.Algunos de los coreanos ucranianos más famosos son Vitalii Kim, actual gobernador de Mykolaiv Oblast, Pavlo Lee, actor muerto en la guerra ruso-ucraniana, y Oleksandr Sin, exalcalde de Zaporiyia.

### Asia Central

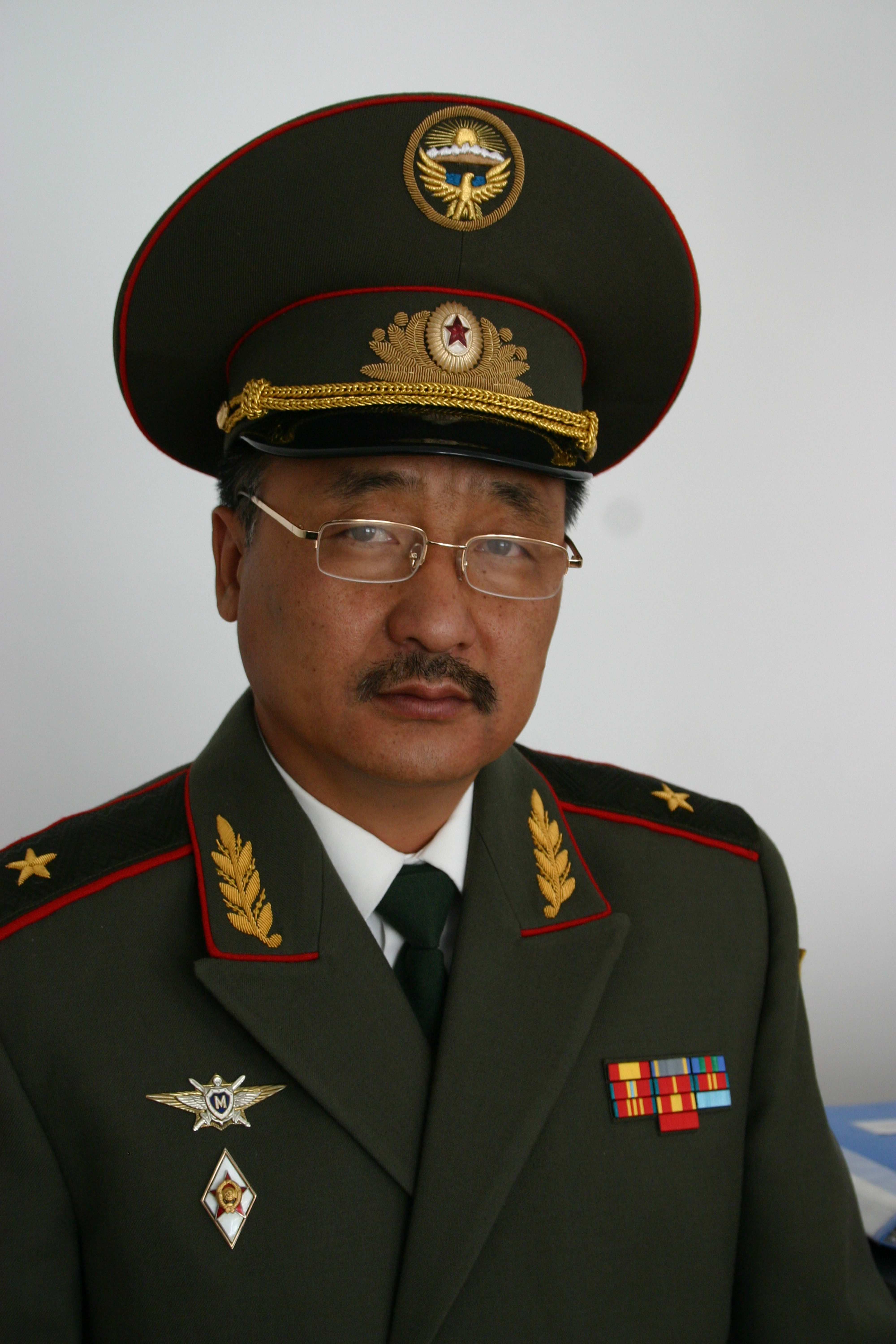
Boris Yugai, general de división kirguís, fue un notable miembro de la comunidad koryo-saram de Kirguistán.

La mayoría de los koryo-saram de Asia Central residen en Kazajistán y Uzbekistán. La cultura coreana en Kazajistán se centra en Alma Ata, su antigua capital. Durante gran parte del siglo XX, fue el único lugar de Asia Central donde funcionaban un periódico en coreano (el Koryo Ilbo) y un teatro en coreano (Teatro Coreano de Kazajistán). Los censos de Kazajistán registraron 96.500 koryo-saram en 1939, 74.000 en 1959, 81.600 en 1970, 92.000 en 1979, 100.700 en 1989 y 99.700 en 1999.
En Kirguistán, la población se ha mantenido más o menos estable en los tres últimos censos: 18.355 (1989), 19.784 (1999) y 17.299 (2009). Esto contrasta notablemente con otros grupos no autóctonos, como los alemanes, muchos de los cuales emigraron a Alemania tras la desintegración de la Unión Soviética. A diferencia de Alemania, Corea del Sur nunca ha tenido ningún programa para promover la migración de retorno de su diáspora en Asia Central. Sin embargo, han creado organizaciones para promover la lengua y la cultura coreanas, como el Centro Coreano de Educación, que abrió sus puertas en Biskek en 2001. También hay misioneros cristianos surcoreanos activos en el país.
La población de Uzbekistán está muy dispersa en las zonas rurales. Esta población ha sufrido en los últimos años desventajas lingüísticas, ya que allí los koryo-saram hablaban ruso, pero no uzbeko. Tras la independencia de Uzbekistán, muchos perdieron su empleo por no poder hablar la lengua nacional. Algunos emigraron al Extremo Oriente ruso, pero allí también encontraron dificultades.
También hay una pequeña comunidad coreana en Tayikistán. El asentamiento masivo de coreanos en el país comenzó a finales de la década de 1950 y principios de la de 1960, tras la relajación de las restricciones a su libertad de circulación que antes los mantenían confinados en Uzbekistán y Kazajistán. La riqueza de recursos naturales y un clima relativamente templado fueron factores de atracción de la emigración. Su población creció hasta los 2.400 habitantes en 1959, 11.000 en 1979 y 13.000 en 1989; la mayoría vivía en la capital, Dusambé, con concentraciones menores en Qurghonteppa y Juyand. Al igual que los coreanos de otras partes de Asia Central, poseían por lo general mayores ingresos que los miembros de otros grupos étnicos. Sin embargo, con el inicio de la guerra civil en Tayikistán en mayo de 1992, muchos huyeron del país; en 1996, su población se había reducido a más de la mitad, hasta 6.300 personas. La mayoría se dedica a la agricultura y al comercio minorista. La violencia continuó incluso tras el final de la guerra civil; en 2000, presuntos miembros de Hizb ut-Tahrir hicieron estallar una bomba en una iglesia cristiana coreana de Dushanbe, matando a 9 personas e hiriendo a 30.

### Migración de vuelta a Corea

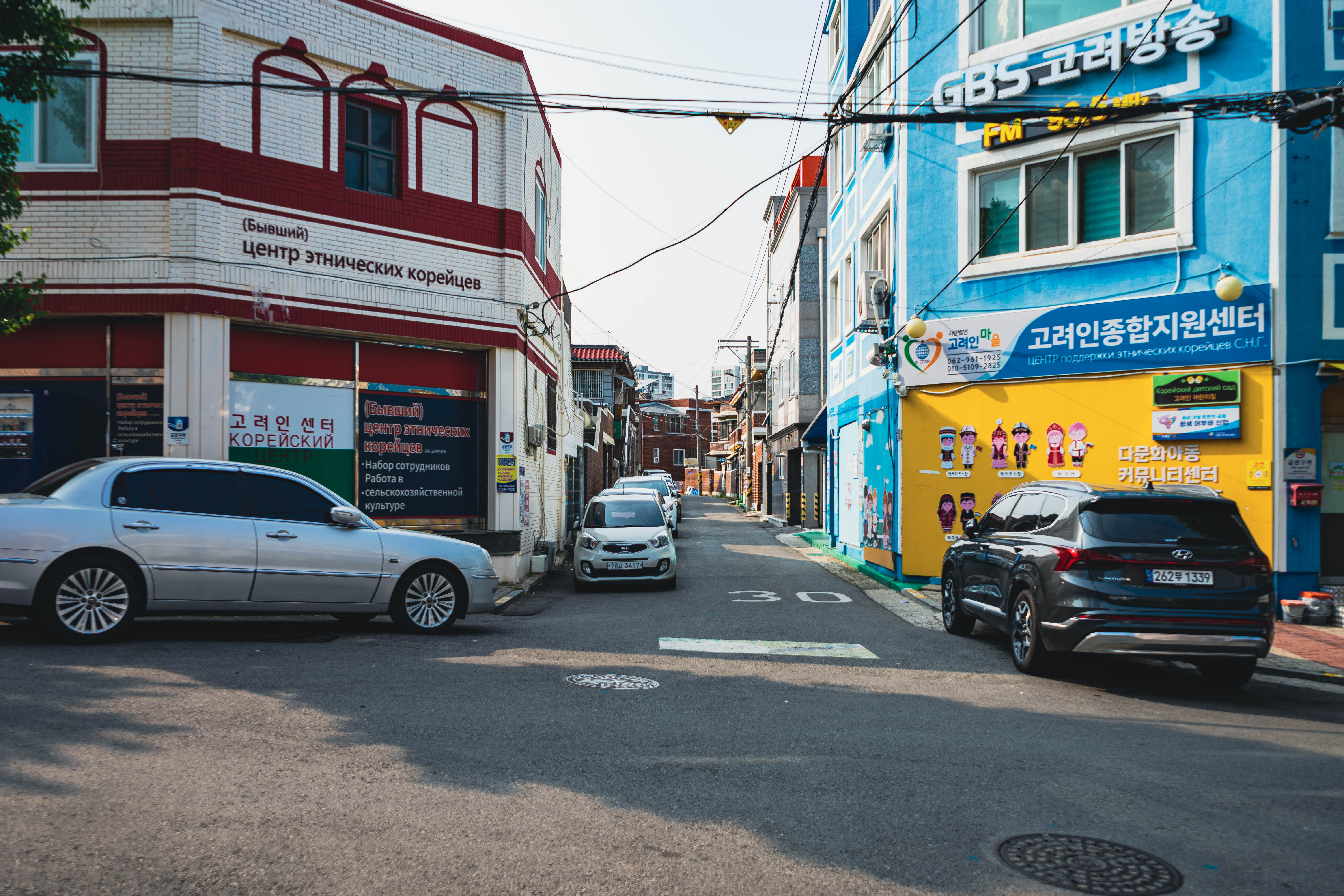
Centros comunitarios para la aldea Koryoin de Gwangju, que es uno de los mayores enclaves étnicos de Koryo-saram en Corea del Sur. (2022)

En la primera mitad del siglo XX se produjo cierto retorno de coreanos soviéticos a Corea. Formaban 4 grupos principales: los enviados para labores de inteligencia durante el periodo colonial japonés, el personal del Ejército Rojo que llegó en 1945-1946, los asesores civiles y profesores que llegaron a la mitad norte de la península en 1946-1948 y los individuos que se repatriaron de la Unión Soviética a Corea del Norte por motivos personales. Aunque en la mayoría de los nuevos países socialistas del bloque oriental era habitual recibir personal educado en la Unión Soviética que procedía del país o tenía conexiones étnicas ancestrales con él, en Corea del Norte estos miembros retornados de la diáspora nacional desempeñaron un papel más importante que en otros países.
Más tarde, la migración laboral a Corea del Sur alcanzaría una gran magnitud. En 2005, hasta 10.000 uzbekos trabajaban en Corea del Sur, la mayoría de etnia coreana. Se calcula que las remesas de Corea del Sur a Uzbekistán superan los 100 millones de dólares anuales.
En la actualidad existen varias comunidades koryo-saram en Corea del Sur, entre ellas Ttaetgol Village, Gwangju Koryoin Village, Hambak Village y Central Asia Street en Seúl. Varias de estas comunidades acogen también a rusoparlantes de otras etnias. Otra es la calle Texas, que en su día fue un barrio rojo para militares estadounidenses y ahora acoge a comunidades rusas y koryo-saram.
Los koryo-saram siempre han manifestado sentirse aislados socialmente e incluso discriminados en el trabajo cuando están en Corea. La experiencia de los retornados ha sido retratada en los medios de comunicación, como en la película de 2011 Hanaan, del director koryo-saram Ruslan Pak.

## Cultura
Tras su llegada a Asia Central, los koryo-saram establecieron rápidamente un modo de vida diferente al de los pueblos vecinos. Crearon obras de regadío y se dieron a conocer en toda la región como cultivadores de arroz. Se relacionaban poco con los pueblos nómadas de su entorno y se centraron en la educación. Aunque pronto dejaron de vestir la indumentaria tradicional coreana, adoptaron la vestimenta de estilo occidental en lugar de la de los pueblos de Asia Central..
La vida ritual de la comunidad koryo-saram ha cambiado en varios aspectos. Los matrimonios han adoptado el estilo ruso. En los funerales tradicionales coreanos, el ataúd se saca de la casa por la ventana o por el umbral de una sola puerta; sin embargo, si hay más de un umbral en la salida (por ejemplo, en los edificios modernos de varios pisos), se hacen tres muescas en cada umbral. El nombre del difunto se escribe tradicionalmente en hanja; sin embargo, como apenas queda nadie entre los Koryo-saram que sepa escribir en hanja, el nombre se escribe generalmente sólo en hangul. Por otra parte, los rituales del primer cumpleaños y del sexagésimo aniversario se han conservado en su forma tradicional.

### Gastronomía

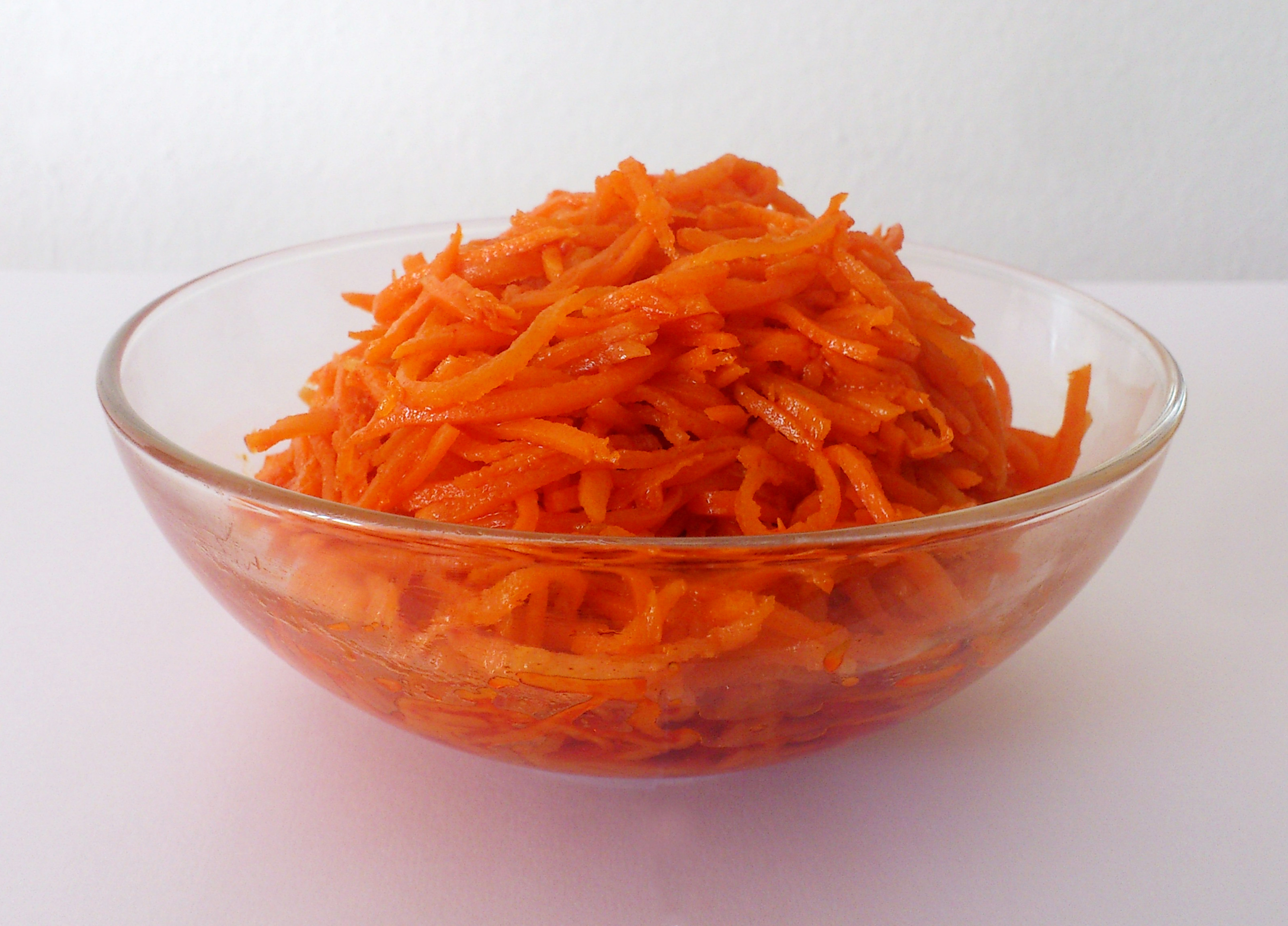
Morkovcha (ensalada coreana de zanahoria)

La cocina del Koryo-saram es la más parecida a la de las provincias de Hamgyong, en Corea del Norte, y en ella predominan las sopas de carne y las guarniciones saladas. Utiliza técnicas culinarias similares, pero se adapta a los ingredientes locales, lo que ha dado lugar a la invención de nuevos platos. Un ejemplo muy conocido es el morkovcha, una variante del kimchi que utiliza zanahorias. Se ha hecho popular en muchas partes de la antigua Unión Soviética.Otros ejemplos de platos son pyanse, kuksu y funchoza. 

### Nombres y apellidos
Muchos apellidos coreanos, cuando están cirilizados, se escriben y pronuncian de forma ligeramente diferente a las romanizaciones utilizadas en EE. UU. y a las pronunciaciones comunes resultantes. Algunos apellidos de Koryo-saram tienen una partícula "gai" añadida, como Kogai o Nogai. El origen de esto no está claro. La introducción de pasaportes internacionales en los nuevos países independientes de la CEI dio lugar a nuevas diferencias de pronunciación, ya que los apellidos coreanos tuvieron que transliterarse del cirílico al latín. Además de un apellido, los coreanos también utilizan nombres de clan (conocidos como bon-gwan en Corea y pronunciados como пой entre Koryo-saram) que denotan el lugar de origen.

### Idioma
Debido a la deportación y a la continua urbanización de la población después de 1952, el dominio del coreano entre los koryo-saram ha seguido descendiendo. Esto contrasta con otros grupos minoritarios más rurales, como los dungan, que han mantenido un mayor nivel de dominio de su lengua étnica. El número de hablantes de lengua materna rusa entre la población koryo-saram superó al de hablantes de lengua materna coreana.
|                 |         |         |         |
|                 | 1970    | 1979    | 1989    |
| Población total | 357,507 | 388,926 | 438,650 |
| Coreano L1      | 245,076 | 215,504 | 216,811 |
| Ruso L1         | 111,949 | 172,710 | 219,953 |
| Ruso L2         | 179,776 | 185,357 | 189,929 |
| Otros L2        | 6,034   | 8,938   | 16,217  |

## Turismo
Hay lugares en varios países que pueden visitarse para conocer la historia y la cultura del Koryo-saram. Los centros culturales coreanos de la antigua Unión Soviética, como el de Ussuriysk (Rusia), ofrecen experiencias culturales y, a veces, museos sobre el Koryo-saram y la historia de Corea. En Kazajistán hay varios lugares. En Ushtobe hay un Parque de la Amistad Kazajistán-Corea que señala el lugar donde los koryo-saram se asentaron por primera vez en Kazajistán. Cuenta con un cementerio coreano y monumentos conmemorativos de figuras del Koryo-saram. También en Ushtobe, el Centro de Historia Coreana de Karatal tiene un museo con casas auténticas y materiales históricos expuestos. En Almaty está el Teatro Coreano, donde se pueden ver obras en coreano con subtítulos en ruso. En Corea del Sur, se pueden visitar los distintos enclaves en los que viven, así como un museo de historia en Gwangju Koryoin Village. En Nueva York, Estados Unidos, el restaurante Cafe Lily está regentado por Koryo-saram, y sirve cocina koryo-saram. Cerca del Cafe Lily está la All Nations Baptist Church, una iglesia cristiana de habla rusa para Koryo-saram.

## Más información
- Alekseenko, Aleksandr Nikolaevich (2000). Республика в зеркале переписей населения [La República en el espejo de los censos de población] (PDF). Población y sociedad: Boletín del Centro de Demografía y Ecología Humana (en ruso) (47). Instituto de Previsión Económica de la Academia Rusa de Ciencias: 58-62. Recuperado el 22 de diciembre de 2016.

- Back, Tae-Hyun (2004). "La realidad social a la que se enfrentan los coreanos étnicos en Asia Central". Boletín de Estudios Coreanos y Coreano-Americanos. 12 (2-3): 45-88.

- Chang, Jon (February 2005). "Central Asia or Bust". KoreAm Journal. Archivado desde el original el 7 de octubre de 2008. Consultado el 26 de febrero de 2009.

- Dong, Xiaoyang; Su, Chang (August 2005), "Ajustes estratégicos y contramedidas contra las fuerzas extremistas de los países de Asia Central después del 11-S" (PDF), en Charles Hawkins; Robert Love (eds.), Proceedings of the Central Asia Symposium, Monterey, California, Fort Monroe, Virginia: Mando de Adiestramiento y Doctrina del Ejército de Estados Unidos, pp. 47-82, archivado desde el original (PDF) el 10 de abril de 2008, recuperado el 26 de marzo de 2007

- Ki, Kwangseo (December 2002), "구소련 한인사회의 역사적 변천과 현실 [La sociedad coreana en la antigua Unión Soviética: desarrollo histórico y realidades]", Actas de la Conferencia 2002 de la Asociación para el Estudio de los Coreanos de Ultramar (ASOK) (en coreano), Seúl: Asociación para el Estudio de los Coreanos de Ultramar.

- Kim, German Nikolaevich (2003), Nombres de Koryo-saram, Universidad Al-Farabi, archivado desde el original el 30 de octubre de 2003, recuperado el 26 de marzo de 2007

- Kim, Young-Sik (2003b), ¿Quiénes eran los coreanos soviéticos? El enfrentamiento izquierda-derecha en Corea - Su origen, Asociación para la Investigación Asiática, archivado desde el original el 9 de abril de 2007, recuperado el 26 de febrero de 2009

- Lankov, Andrei (2002). "El surgimiento de la facción soviética en Corea del Norte, 1945-55". De Stalin a Kim: La formación de Corea del Norte 1945-1960. London: C. Hurst & Co. ISBN 978-1-85065-563-3.

- Lee, Kwang-kyu (2000), Coreanos en el extranjero, Seúl: Jimoondang, ISBN 89-88095-18-9

- Lee, Jeanyoung (2006), Migración, etnicidad y ciudadanía: Retorno de personas de etnia coreana al Lejano Oriente ruso (PDF), Transformación y perspectiva hacia una sociedad multiétnica, multirracial y multicultural: Mejora de la comunicación intercultural, Foro de Cultura Asiática, Universidad Inha, archivado desde el original (PDF) el 23 de diciembre de 2016, recuperado el 22 de diciembre de 2016

- Pavlenko, Valentina Nikolaevna (1999), "Establecimiento de un internado para coreanos en Ucrania", Estudios de caso de la Iniciativa para la Reforma de la Administración Local y los Servicios Públicos (30), archivado desde el original (DOC) el 24 de noviembre de 2004

- Pohl, J. Otto (1999), Limpieza étnica en la URSS, 1937-1949, Greenwood, ISBN 0-313-30921-3

- Reckel, Johannes; Schatz, Merle, eds. (2020), Korean Diaspora – Central Asia, Siberia and Beyond, Editorial de la Universidad de Gotinga, doi:10.17875/gup2020-1307, ISBN 978-3-86395-451-2

- Schlyter, Bridget (2004), "Empresas y cultura coreanas en la antigua Asia Central soviética", Foro de Estudios sobre Asia Central, Universidad de Estocolmo, archivado desde el original el 17 de mayo de 2004, recuperado el 11 de diciembre de 2006

### Datos del censo
- Первая всеобщая перепись населения Российской Империи 1897 г. (Censo General de Población del Imperio Ruso en 1897), Demoscope.ru, archivado desde el original el 28 de mayo de 2012, recuperado el 20 de mayo de 2007

- Trosterud, Trond (2000), Censos soviéticos: Introducción a los datos censales, leyenda de las tablas y fuentes, Noruega: Universidad de Tromsø, archivado desde el original el 20 de octubre de 2008, recuperado el 1 de diciembre de 2009

- Censo ruso, Федеральная служба государственной статистики, 9 de octubre de 2002, archivado desde el original el 29 de febrero de 2016, recuperado el 26 de julio de 2006

- Coreanos del sur de Ussuria en 1879